# Norman Brookes

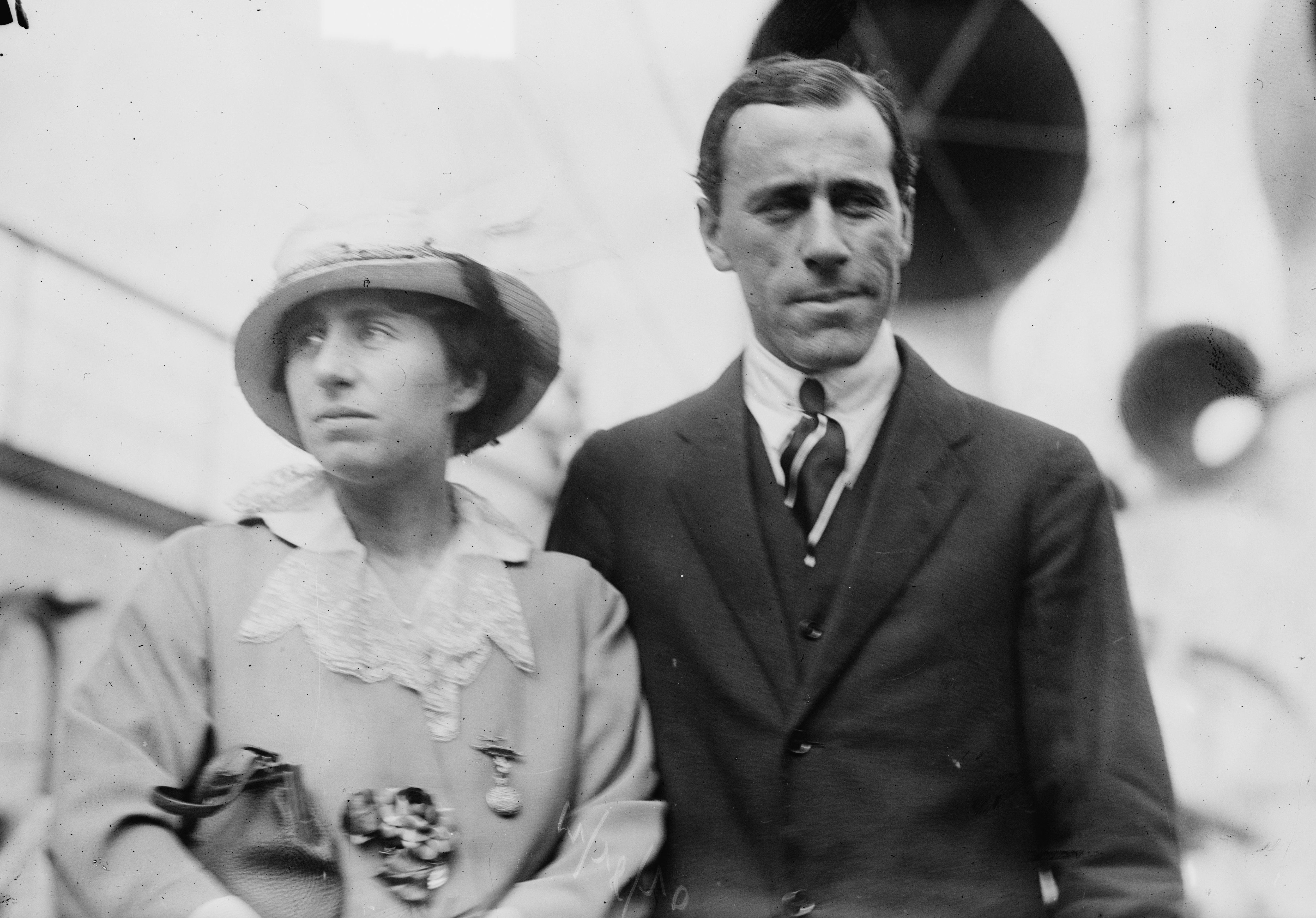
Brookes y su esposa

Norman Everard Brookes (14 de noviembre de 1877-28 de septiembre de 1968) fue un jugador de tenis australiano y presidente de la Asociación Australiana de Lawn Tennis. Fue la primera gran figura del tenis australiano en destacarse fuera de Oceanía, y el primer extranjero en ganar el Torneo de Wimbledon.

## Carrera
Su padre (William Brookes) se había vuelto rico con la incursión en la extracción de oro en el área de Bendigo. Norman nació en la ciudad de Melbourne y recibió una educación privada. Luego de terminar su educación trabajó en la fábrica de papel de la cual su padre era director general.
De pequeño, Brookes jugaba al tenis en las canchas de la mansión de su familia en Melbourne y debido a la escasez de canchas y entrenadores en Australia se desarrolló casi como un autodidacta. Por ello, no cambiaba su empuñadura entre drive y revés y como muchos de sus contemporáneos, realizaba ambos golpes con la misma cara de la raqueta. Gracias a un inglés que conoció en Australia, aprendió la técnica del servicio americano (o Twist Serve).
En 1905, hizo su primer viaje a Europa (ya con 27 años) junto a Anthony Wilding y Alfred Dunlop para jugar en Wimbledon y como parte del equipo de Australasia de Copa Davis. Su incursión en Wimbledon es todo un suceso, convirtiéndose en el primer jugador no británico (incluyendo Irlanda) en alcanzar la final del torneo más prestigioso del mundo. En la final perdió ante la gran estrella británica, Laurie Doherty. Luego juegan las series de Copa Davis en el Queen's Club donde derrotan fácilmente a Austria y son superados ampliamente por los Estados Unidos de William Larned y Beals Wright.
A pesar de que el juego de servicio y volea se supone haber surgido luego de la Segunda Guerra Mundial, Brookes fue el primer gran exponente de este estilo corriendo a la red tras la mayoría de sus servicios e implementando el "ataque a muerte", subiendo a la red aún luego de golpes torpes. Debido a su gran variedad de saques y su enorme cantidad de voleas, fue tildado de poco ortodoxo en sus tiempos y recibió el sobrenombre de "El Mago".
En su segundo viaje a Europa en 1907, Brookes arrasa con todo. Ya con los hermanos Doherty retirados, Brookes se convierte en el primer extranjero en alzarse con el Campeonato de Wimbledon al derrotar en la final al británico Arthur Gore por 6-4 6-2 6-2. Luego participa en la Copa Davis junto a Wilding y triunfan sobre Estados Unidos en la serie previa a la final, dejándolos por primera vez fuera de la final en el torneo reservado en un principio sólo a británicos y estadounidenses. En la final ante las islas británicas, se colocan rápidamente 2-0 con las victorias de Brookes sobre Arthur Gore y de Wilding sobre Herbert Roper Barrett. Sin embargo, la victoria de los británicos en el dobles y de Gore sobre Wilding emparejan nuevamente la serie. En el partido decisivo, Brookes no tuvo piedad de Roper Barrett derrotándolo por 6-2 6-0 6-3 y llevando por primera vez la Copa fuera de Gran Bretaña luego de 4 años consecutivos de éxitos. Ese año Brookes y Wilding se adjudicaron también el campeonato de dobles en Wimbledon. Brookes se volvió de Europa invicto en singles, con una sola derrota en dobles y con la Copa por primera para una asociación fuera de la británica o estadounidense.
En los siguientes años, Brookes decidió no viajar a Europa y se dedicó sólo a los encuentros por Copa Davis en Australia. Defendieron exitosamente su título en 1908 y 1909 en los que Brookes triunfó en 5 de sus 6 partidos (2 dobles) derrotando en ambas finales a los Estados Unidos.Su única derrota fue ante Beals Wright en el cuarto punto de la final de 1908 luego de haberse llevado los dos primeros sets, terminó perdiendo por 12-10 en el quinto set aunque Wilding selló la victoria con su victoria sobre Fred Alexander. En 1911 se alzó con su única victoria individual en el Campeonato Australiano derrotando en la final a su compatriota Horace Rice.
Tras la cancelación de la Copa Davis en 1910, en 1911 Australasia logró adjudicarse por cuarta vez consecutiva la copa, aunque esta vez sin la presencia de Wilding. Vencieron a Estados Unidos por 4-0 en Christchurch con 3 partidos ganados por parte de Brookes. En 1912 acabaría la hegemonía oceánica cuando las islas británicas lideradas por James Parke, quien dio la sorpresa en el primer día al derrotar a Brookes, los derrotaron por 3-2 en Melbourne.Brookes logró la victoria en el dobles y en su segundo singles pero la actuación de Parke en la serie fue decisiva. 
En 1913, Australasia participa de la Davis con un equipo débil, sin Brookes ni Wilding y pierde tempranamente. Es en 1914 cuando Brookes, con 36 años, decide volver a Europa, tras 7 años de su conquista en Wimbledon. Para entonces, Wilding se encontraba en el punto más álgido de su carrera y dispuesto a defender su título en el césped británico. A su llegada a Londres, Brookes declara: "Parece que Wilding es imbatible, y vine aquí para comprabarlo yo mismo". Brookes alcanza la final de all-comers donde derrota en un maratónico partido de 5 sets al alemán Otton Froitzhem y en la finalísima ante Wilding, lo liquida por 6-4 6-4 7-5 con un repertorio de golpes infalibles. En el dobles, se adjudicaron junto a Wilding su segundo título en la "Catedral del tenis" derrotando a la pareja formada por Charles Dixon y Herbert Roper Barrett. 
Ambos se trasladan luego a los Estados Unidos para volver a formar parte juntos del equipo de Copa Davis. Tras superar fácilmente a Canadá, Alemania y Gran Bretaña (Brookes derrota a Parke en 5 sets) enfrentan a los locales en la final. Brookes pierde el primer encuentro ante el "cometa californiano" Maurice McLoughlin (un memorable 17-15 6-3 6-3 para el norteamericano) pero se logra recuperar ganando en el dobles junto a Wilding y define la serie en el cuarto punto con una victoria en 4 sets ante Richard Norris Williams. Así la copa vuelve a Australia (quien ya competía como nación independiente a pesar de la participación del neozelandés Wilding) tras dos años.
Con la irrupción de la Primera Guerra Mundial, las competencias de tenis se suspenden casi por completo (sólo se desarrolla el US Championships con participación casi exclusiva de nortemaricanos) y la carrera deportiva de Brookes parece llegar a su fin debido a su edad. Sin embargo, en 1919, ya con 41 años, participa nuevamente en Wimbledon y ante la sorpresa de muchos alcanza la final de individuales en la que pierde ante su compatriota Gerald Patterson. Junto a Patterson se alzan con el título de dobles en el US Championships (primeros australianos en lograrlo) venciendo en la final a la pareja formada por Vincent Richards y Bill Tilden en 5 sets. También fueron pareja en la final de Copa Davis ante Gran Bretaña conquistando el segundo título consecutivo para Australia. Brookes sirvió como capitán del equipo australiano en todas las conquistas logradas entre 1908 y 1919. En 1907 fue jugador aunque el capitán fuera Tony Wilding.
Brookes hace una última incursión en el equipo australiano de Copa Davis en 1920 en el que pierden categóricamente ante los Estados Unidos liderados por Bill Tilden. Brookes pierde los 3 partidos que juega en la final: el dobles junto a Patterson y los sencillos ante Tilden y Bill Johnston. 
En 1924, con 46 años da una increíble muestra de longevidad. Junto a James Anderson se llevan el título de dobles en el Campeonato Australiano. Más tarde ese año, derrota en Wimbledon al N.º 5 del mundo Frank Hunter, quien había sido finalista del torneo el año anterior y 17 años menor que el. Su título en Australia lo conserva hasta hoy como el más longevo jugador en adjudicarse un Grand Slam en cualquiera de sus modalidades.
Bill Tilden consideró a Brookes en su libro "Tennis" como "el mejor jugador de partidos que el mundo haya conocido, porque siempre está dispuesto a cambiar su plan para encontrar la estrategia de su oponente y casi siempre lo logra. Brookes es el mayor cerebro en el mundo del tenis".
Tras su retiro fue nombrado presidente de la Asociación Australiana de Lawn Tennis, cargo que mantuvo por 28 años hasta 1955. Fue condecorado con la Legión Francesa de Honor por su participación como capitán de la Armada británica durante la Primera Guerra Mundial. En 1939 recibió el título de Sir. Fue promotor del desarrollo del estadio de Kooyong (para 8.500 espectadores) en las afueras de Melborune, que fue sede del Abierto de Australia en una gran cantidad de ocasiones previo a la construcción del Melbourne Park.
Fue capitán del equipo australiano de Copa Davis entre 1908 y 1912 y entre 1914 y 1920. Murió en South Yarra en 1968. En 1977 fue incluido en el Salón internacional de la fama del tenis. El trofeo de individuales masculino del Abierto de Australia está nombrado en su honor.

## Torneos de Grand Slam (7; 3+4)

### Individuales (3)

#### Títulos
| Año  | Torneo                 | Oponente en la final | Resultado   |
| ---- | ---------------------- | -------------------- | ----------- |
| 1907 | Wimbledon              | Arthur Gore          | 6-4 6-2 6-2 |
| 1911 | Campeonato Australiano | Horace Rice          | 6-1 6-2 6-3 |
| 1914 | Wimbledon              | Anthony Wilding      | 6-4 6-4 7-5 |

#### Finalista (2)
| Año  | Torneo    | Oponente en la final | Resultado   |
| ---- | --------- | -------------------- | ----------- |
| 1905 | Wimbledon | Laurence Doherty     | 6-8 2-6 4-6 |
| 1919 | Wimbledon | Gerald Patterson     | 3-6 5-7 2-6 |

### Dobles (4)

#### Títulos
| Año  | Torneo                 | Pareja           | Oponentes en la final               | Resultado           |
| ---- | ---------------------- | ---------------- | ----------------------------------- | ------------------- |
| 1907 | Wimbledon              | Anthony Wilding  | Karl Behr Beals Wright              | 6-4 6-4 6-2         |
| 1914 | Wimbledon              | Anthony Wilding  | Charles Dixon Herbert Roper Barrett | 6-1 6-1 5-7 8-6     |
| 1919 | US Championships       | Gerald Patterson | Vincent Richards Bill Tilden        | 8-6 6-3 4-6 4-6 6-2 |
| 1924 | Campeonato Australiano | James Anderson   | Pat O'Hara Wood Gerald Patterson    | 6-2 6-4 6-3         |

#### Finalista (1)
| Año  | Torneo                 | Pareja     | Oponentes en la final        | Resultado   |
| ---- | ---------------------- | ---------- | ---------------------------- | ----------- |
| 1911 | Campeonato Australiano | J. Addison | Rodney Heath Randolph Lycett | 2-6 5-7 0-6 |